# Llera (Lladurs)
|  | Aquest article tracta sobre la masia de Lladurs, (Solsonès). Vegeu-ne altres significats a «Llera». |

Llera és una masia situada al poble de Lladurs, al municipi del mateix nom, al Solsonès. És un monument protegit i inventariat dins el Patrimoni Arquitectònic Català

## Descripció

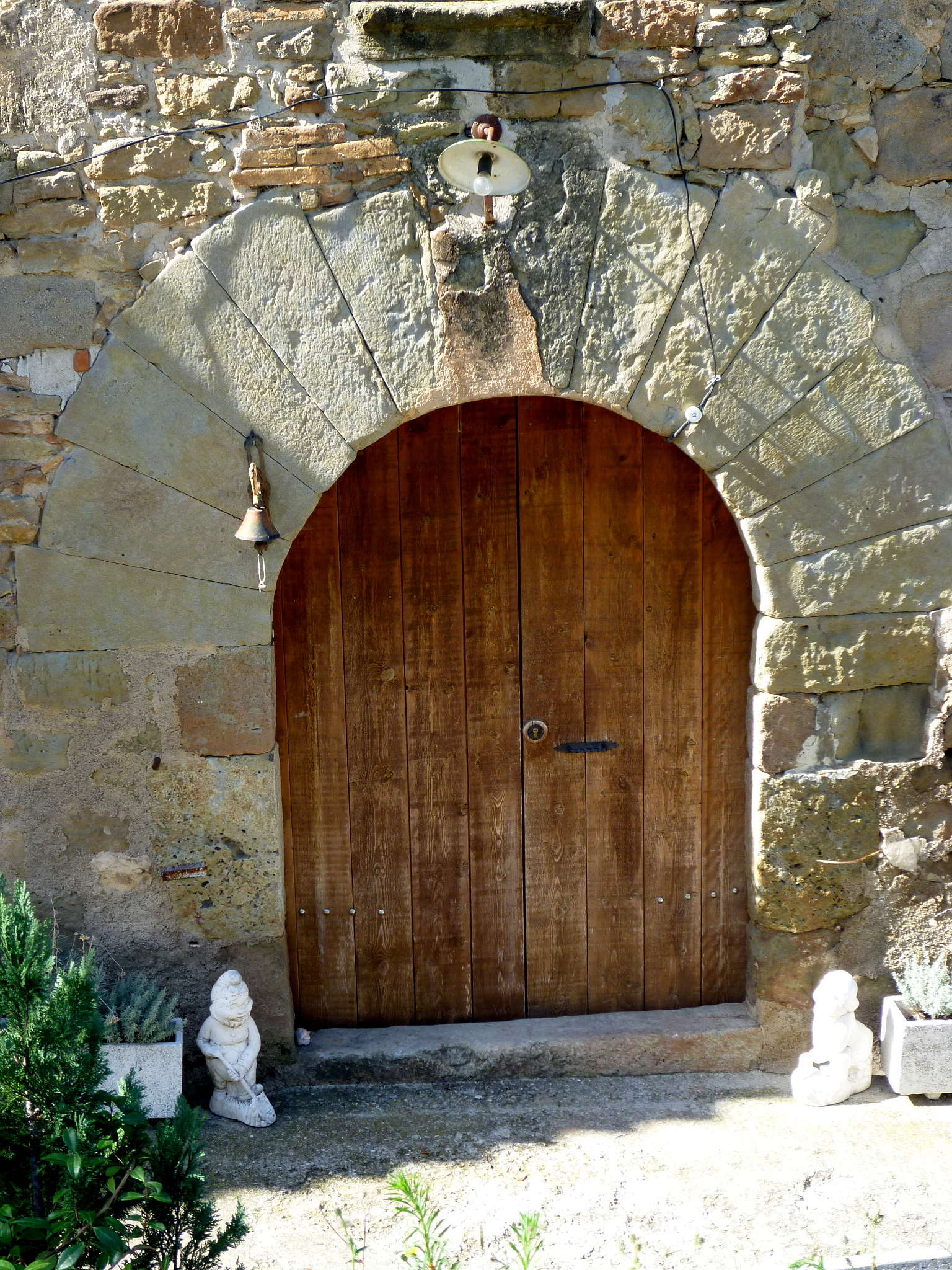
Portal adovellat

Masia de planta rectangular amb petites construccions adossades posteriorment, teulada a doble vessant i orientada nord-sud. Té planta baixa i dos pisos. Façana principal a la cara est, amb porta d'arc de mig punt i adovellada, on es veuen dos tipus de construcció diferents: la part dreta, amb la porta i parament de carreus irregulars i la part esquerra, també amb parament de carreus irregulars, però alternats amb restes d'opus spicatum, possiblement la part més antiga de la casa. En el punt d'unió dels dos tipus de construcció, es forma un semi angle obert. Hi ha obertures petites a les quatre cares de la casa, amb llindes de pedra picada i tallada.

## Notícies històriques
Pel tipus de construcció (opus spicatum), podem deduir que l'origen d'aquesta masia és medieval, construint posteriorment la nova edificació aprofitant parets de la primitiva. Ermengol III, comte d'Urgell, va cedir el "castell" de la Llena l'any 1050 amb la casa anomenada Villa de Febo a Joquetz Guillem.
La masia està documentada des de 997